# Qualificazioni al campionato mondiale di calcio 2018 - CAF
Le qualificazioni per il campionato mondiale di calcio 2018 per i paesi affiliati alla CAF determinano le 5 squadre africane che prenderanno parte alla fase finale del mondiale.
Le fasi previste per la qualificazione sono tre:
- Primo round: si affrontano le 26 squadre africane con ranking più basso nella Classifica mondiale della FIFA in tredici scontri diretti andata e ritorno; le vincitrici avanzano al turno successivo.
- Secondo round: le  13 squadre arrivate dal primo turno vengono sorteggiate con le migliori  27 in modo da avere venti scontri diretti.
- Terzo round: le 20 squadre uscite vittoriose dal secondo turno sono divise in 5 gironi da 4 squadre ognuno; la prima classificata di ogni girone si qualifica direttamente per il campionato mondiale.

## Primo round
| Squadra 1           | Totale      | Squadra 2     | Andata | Ritorno |
| ------------------- | ----------- | ------------- | ------ | ------- |
| Somalia             | 0 - 6       | Niger         | 0 - 2  | 0 - 4   |
| Sudan del Sud       | 1 - 5       | Mauritania    | 1 - 1  | 0 - 4   |
| Gambia              | 2 - 3       | Namibia       | 1 - 1  | 1 - 2   |
| São Tomé e Príncipe | 1 - 3       | Etiopia       | 1 - 0  | 0 - 3   |
| Ciad                | 2 - 2 (gfc) | Sierra Leone  | 1 - 0  | 1 - 2   |
| Comore              | 1 - 1 (gfc) | Lesotho       | 0 - 0  | 1 - 1   |
| Gibuti              | 1 - 8       | eSwatini      | 0 - 6  | 1 - 2   |
| Eritrea             | 1 - 5       | Botswana      | 0 - 2  | 1 - 3   |
| Seychelles          | 0 - 3       | Burundi       | 0 - 1  | 0 - 2   |
| Liberia             | 4 - 2       | Guinea-Bissau | 1 - 1  | 3 - 1   |
| Rep. Centrafricana  | 2 - 5       | Madagascar    | 0 - 3  | 2 - 2   |
| Mauritius           | 2 - 5       | Kenya         | 2 - 5  | 0 - 0   |
| Tanzania            | 2 - 1       | Malawi        | 2 - 0  | 0 - 1   |

## Secondo round
Le 13 squadre arrivate dal primo turno vengono sorteggiate con le migliori 27 in modo da avere venti scontri diretti.
Le 20 vincenti avanzano al terzo turno.
| Squadra 1  | Totale          | Squadra 2          | Andata | Ritorno |
| ---------- | --------------- | ------------------ | ------ | ------- |
| Niger      | 0 - 3           | Camerun            | 0 - 3  | 0 - 0   |
| Mauritania | 2 - 4           | Tunisia            | 1 - 2  | 1 - 2   |
| Namibia    | 0 - 3           | Guinea             | 0 - 1  | 0 - 2   |
| Etiopia    | 4 - 6           | Rep. del Congo     | 3 - 4  | 1 - 2   |
| Ciad       | 1 - 4           | Egitto             | 1 - 0  | 0 - 4   |
| Comore     | 0 - 2           | Ghana              | 0 - 0  | 0 - 2   |
| eSwatini   | 0 - 2           | Nigeria            | 0 - 0  | 0 - 2   |
| Botswana   | 2 - 3           | Mali               | 2 - 1  | 0 - 2   |
| Burundi    | 2 - 6           | RD del Congo       | 2 - 3  | 0 - 3   |
| Liberia    | 0 - 4           | Costa d'Avorio     | 0 - 1  | 0 - 3   |
| Madagascar | 2 - 5           | Senegal            | 2 - 2  | 0 - 3   |
| Kenya      | 1 - 2           | Capo Verde         | 1 - 0  | 0 - 2   |
| Tanzania   | 2 - 9           | Algeria            | 2 - 2  | 0 - 7   |
| Sudan      | 0 - 3           | Zambia             | 0 - 1  | 0 - 2   |
| Libia      | 4 - 1           | Ruanda             | 1 - 0  | 3 - 1   |
| Marocco    | 2 - 1           | Guinea Equatoriale | 2 - 0  | 0 - 1   |
| Mozambico  | 1 - 1 (3-4 dcr) | Gabon              | 1 - 0  | 0 - 1   |
| Benin      | 2 - 3           | Burkina Faso       | 2 - 1  | 0 - 2   |
| Togo       | 0 - 4           | Uganda             | 0 - 1  | 0 - 3   |
| Angola     | 1 - 4           | Sudafrica          | 1 - 3  | 0 - 1   |

1. ↑  a tavolino

## Terzo round
Le 20 squadre arrivate dal secondo turno vengono sorteggiate in cinque gironi da quattro squadre, con partite di andata e ritorno.
La vincente di ogni girone accederà alla fase finale del mondiale.
Il sorteggio per il terzo turno si è tenuto il 24 giugno 2016 presso la sede CAF di Il Cairo, in Egitto.
| Fascia 1                                                                        | Fascia 2                                                                       | Fascia 3                                                                           | Fascia 4                                                                   |
| ------------------------------------------------------------------------------- | ------------------------------------------------------------------------------ | ---------------------------------------------------------------------------------- | -------------------------------------------------------------------------- |
| - Algeria (31) - Costa d'Avorio (34) - Ghana (36) - Senegal (40) - Tunisia (45) | - Capo Verde (46) - Egitto (47) - RD del Congo (49) - Nigeria (57) - Mali (58) | - Camerun (59) - Marocco (60) - Guinea (62) - Sudafrica (66) - Rep. del Congo (67) | - Uganda (69) - Burkina Faso (71) - Zambia (83) - Gabon (88) - Libia (115) |

### Girone A
| Squadra      | P.ti | G | V | P | S | RF | RS | DR |
| ------------ | ---- | - | - | - | - | -- | -- | -- |
| Tunisia      | 14   | 6 | 4 | 2 | 0 | 11 | 4  | +7 |
| RD del Congo | 13   | 6 | 4 | 1 | 1 | 14 | 7  | +7 |
| Libia        | 4    | 6 | 1 | 1 | 4 | 4  | 10 | -6 |
| Guinea       | 3    | 6 | 1 | 0 | 5 | 6  | 14 | -8 |

| Squadra      | Tunisia (bandiera) | Libia (bandiera) | RD del Congo (bandiera) | Guinea (bandiera) |
| ------------ | ------------------ | ---------------- | ----------------------- | ----------------- |
| Tunisia      | —                  | 0 - 0            | 2 - 1                   | 2 - 0             |
| Libia        | 0 - 1              | —                | 1 - 2                   | 1 - 0             |
| RD del Congo | 2 - 2              | 4 - 0            | —                       | 3 - 1             |
| Guinea       | 1 - 4              | 3 - 2            | 1 - 2                   | —                 |

### Girone B
| Squadra | P.ti | G | V | P | S | RF | RS | DR |
| ------- | ---- | - | - | - | - | -- | -- | -- |
| Nigeria | 13   | 6 | 4 | 1 | 1 | 11 | 6  | +5 |
| Zambia  | 8    | 6 | 2 | 2 | 2 | 8  | 7  | +1 |
| Camerun | 7    | 6 | 1 | 4 | 1 | 7  | 9  | -2 |
| Algeria | 4    | 6 | 1 | 1 | 4 | 6  | 10 | -4 |

| Squadra | Zambia (bandiera) | Camerun (bandiera) | Algeria (bandiera) | Nigeria (bandiera) |
| ------- | ----------------- | ------------------ | ------------------ | ------------------ |
| Zambia  | —                 | 2 - 2              | 3 - 1              | 1 - 2              |
| Camerun | 1 - 1             | —                  | 2 - 0              | 1 - 1              |
| Algeria | 0 - 1             | 1 - 1              | —                  | 3 - 0*             |
| Nigeria | 1 - 0             | 4 - 0              | 3 - 1              | —                  |

- a tavolino

### Girone C
| Squadre        | P.ti | G | V | N | P | GF | GS | DR  |
| -------------- | ---- | - | - | - | - | -- | -- | --- |
| Marocco        | 12   | 6 | 3 | 3 | 0 | 11 | 0  | +11 |
| Costa d'Avorio | 8    | 6 | 2 | 2 | 2 | 7  | 5  | +2  |
| Gabon          | 6    | 6 | 1 | 3 | 2 | 2  | 7  | -5  |
| Mali           | 4    | 6 | 0 | 4 | 2 | 1  | 9  | -8  |

| Squadra        | Costa d'Avorio (bandiera) | Marocco (bandiera) | Gabon (bandiera) | Mali (bandiera) |
| -------------- | ------------------------- | ------------------ | ---------------- | --------------- |
| Costa d'Avorio | —                         | 0 - 2              | 1 - 2            | 3 - 1           |
| Marocco        | 0 - 0                     | —                  | 3 - 0            | 6 - 0           |
| Gabon          | 0 - 3                     | 0 - 0              | —                | 0 - 0           |
| Mali           | 0 - 0                     | 0 - 0              | 0 - 0            | —               |

### Girone D
| Squadra      | P.ti | G | V | P | S | RF | RS | DR |
| ------------ | ---- | - | - | - | - | -- | -- | -- |
| Senegal      | 14   | 6 | 4 | 2 | 0 | 10 | 3  | +7 |
| Burkina Faso | 9    | 6 | 2 | 3 | 1 | 10 | 6  | +4 |
| Capo Verde   | 6    | 6 | 2 | 0 | 4 | 4  | 12 | -8 |
| Sudafrica    | 4    | 6 | 1 | 1 | 4 | 7  | 10 | -3 |

| Squadra      | Senegal (bandiera) | Sudafrica (bandiera) | Burkina Faso (bandiera) | Capo Verde (bandiera) |
| ------------ | ------------------ | -------------------- | ----------------------- | --------------------- |
| Senegal      | —                  | 2 - 1                | 0 - 0                   | 2 - 0                 |
| Sudafrica    | 0 - 2              | —                    | 3 - 1                   | 1 - 2                 |
| Burkina Faso | 2 - 2              | 1 - 1                | —                       | 4 - 0                 |
| Capo Verde   | 0 - 2              | 2 - 1                | 0 - 2                   | —                     |

### Girone E
| Squadra        | P.ti | G | V | P | S | RF | RS | DR |
| -------------- | ---- | - | - | - | - | -- | -- | -- |
| Egitto         | 13   | 6 | 4 | 1 | 1 | 8  | 4  | +4 |
| Uganda         | 9    | 6 | 2 | 3 | 1 | 3  | 2  | +1 |
| Ghana          | 7    | 6 | 1 | 4 | 1 | 7  | 5  | +2 |
| Rep. del Congo | 2    | 6 | 0 | 2 | 4 | 5  | 12 | -7 |

| Squadra        | Ghana (bandiera) | Egitto (bandiera) | Rep. del Congo (bandiera) | Uganda (bandiera) |
| -------------- | ---------------- | ----------------- | ------------------------- | ----------------- |
| Ghana          | —                | 1 - 1             | 1 - 1                     | 0 - 0             |
| Egitto         | 2 - 0            | —                 | 2 - 1                     | 1 - 0             |
| Rep. del Congo | 1 - 5            | 1 - 2             | —                         | 1 - 1             |
| Uganda         | 0 - 0            | 1 - 0             | 1 - 0                     | —                 |